# Ordre de la Bande

Emblème de l'Ordre de la Bande.

L'ordre de la Bande est un ordre militaire fondé en 1332 par Alphonse XI de Castille. 
Cherchant à asseoir son pouvoir sur les nobles, il ordonna à certains chevaliers de s'habiller avec de simples drap blancs ainsi qu'une bande de taffetas pourpre qu'il avait conçu. Au cours de l'histoire, les chevaliers purent porter des ornements en argent et en or.

## Histoire
L'ordre était l'un des premiers ordres laïques et chevaleresques. Ses membres devaient avoir un comportement de cours impeccable, être solidaires, participer à des joutes et surtout être loyaux envers le roi et la loi.
Au XVe siècle, l'ordre fut ouvert aux femmes, mais l'ordre disparu en 1474.